# Militärcykel

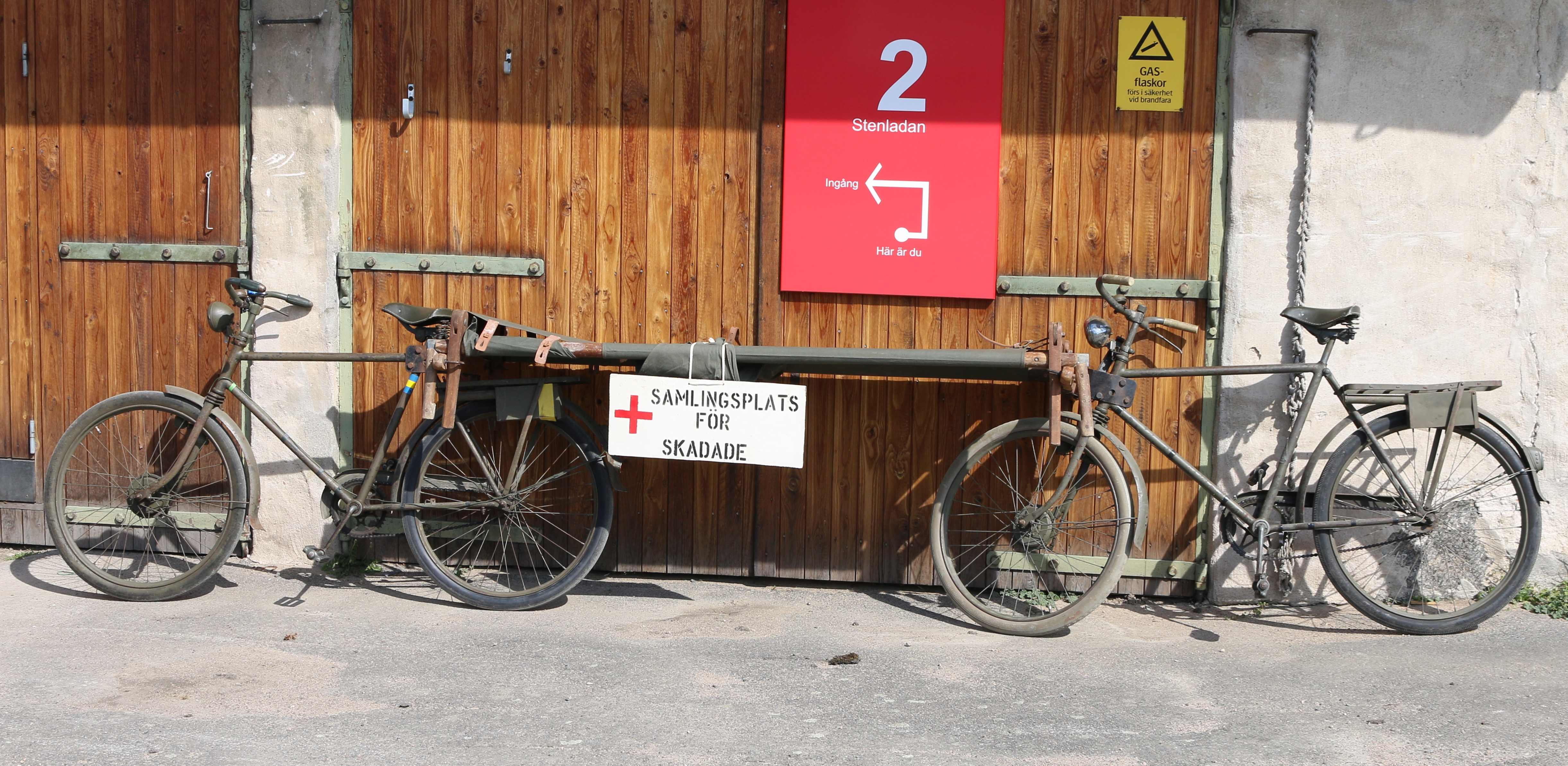
Transportcyklar med bår.

Militärcyklar har använts inom det svenska försvaret i mer än hundra år.

## Historia
De första cyklarna inom det svenska försvaret var antingen enstaka exemplar som köptes privat eller till provning. Cykelinfanteri introducerades som koncept redan 1901, då I 27 på Gotland ersatte sitt kavalleri med cykelburet infanteri. År 1942 hade det hunnit bildas sex olika cykelinfanteriregementen inom den svenska armén, med huvudsakligen m/30 och m/42. Det förekom även obetecknade tandemcyklar som användes av radiooperatörer och speciellt utrustade cyklar som kunde montera en bår mellan främre pakethållare och bakre styrrör.
Efter andra världskriget år 1947 fattades beslutet att cykelinfanteriregementena skulle läggas ner. De fasades ut successivt mellan 1948 och 1952 för att avvecklades med Infanteribrigad 66 och cyklarna övergick till allmän användning inom armén, eller lämnades över till hemvärnet. Cykelskyttebataljoner existerade dock ända in i det sena 1980-talet. 

## Modeller

### m/1901
m/1901 var en cykel av modern konstruktion ("säkerhetscykel") och den första cykeln att få en officiell modellbeteckning i Krigsmakten.

### m/1927
m/1927 tillverkades av Bianchi i Italien och köptes in av Krigsmakten 1930 för att täcka bristen på cykeltypen m/30. Cykeln var vikbar och kunde bäras av soldater i besvärlig terräng.

### m/1930
m/1930 liknar i stor utsträckning den senare m/42, med undantag för pumphållare i pakethållaren, rammonterad verktygsväska i läder, pakethållare utan verktygslåda och en frånkopplad främre trumbroms (civila modeller var försedda med bromshandtag, vajer m.m.). Cykeln har dock ingen koppling till den tyska m/30, en cykel med däckbroms/skedbroms som ibland förväxlas med den svenska m/30. Modellen baserades på en överenskommelse med ett antal större svenska cykeltillverkare för att säkerställa reservdelskompatibilitet och tillverkades huvudsakligen av Nymans (Hermes). Hjulstorleken var 26x1½" (584 mm) och försågs med fotbroms. Vikt: ca 23,5 kg

### m/finsk
m/finsk var en Nymanstillverkad cykel utan kedjeskydd. Den tillverkades i Finland med komponenter från Monark och användes även av det finska försvaret.

### m/42
m/42 tillverkades av ett antal stora svenska cykeltillverkare, Rex, Husqvarna, Monark och Nymans från 1940- till 1950-talet med maximal reservdelskompatibilitet. Naven tillverkades av Husqvarna, där bakre navet var ett oväxlat Husqvarna Novo C med fotbroms och främre navet var ett Husqvarna trumbromsnav. Trumbromsen var kedjemanövrerad med ett bromshandtag integrerat i högerstyret. Cykeln försågs med 26×1½×2" (54-584 mm) däck och en kraftig pakethållare med plats för verktygslåda och en kort pump. Vikten var ca 26 kg.

### m/104A
m/104A hade däckstorleken 28 × 1½" (635 mm) med Novo CN fotbromsnav och samma pakethållare som m/42. Pakethållaren, hjulen och naven tillverkades av Husqvarna. Framgaffeln och ramen kommer från en äldre Crescentmodell från sena 1930-talet. Ramen, framgaffeln, stänkskärmen och styret är typiska för civila Husqvarnamärkta cyklar av Monark från 1960-talet.

### m/105A
m/105 A hade däckstorleken 26×1½×2" (54-584 mm) och Sachs fotbromsnav. Cykeln kännetecknas av det bakre navets mycket stor diameter och hade samma pakethållare som m/42. Cykeln tillverkades av Monark med en kraftigare framgaffel och ram. Styren var överskottsexemplar från företagets köp av Crescent och övriga delar kom från övertagandet av Husqvarnas cykeldivision i utbyte mot Monarks motorsågstillverkning.

### m/111
m/111 kom efter 1971 och var en cykelmodell med 28"-hjul och Sachs Torpedo baknav. Denna sällsynta modell saknar verktygslåda och har en pakethållare typisk för dåtidens Crescentmärkta cyklar.

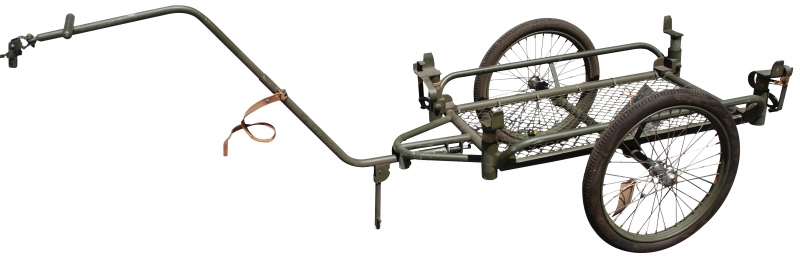
Cykelkärra s/78.

### Cykelkärra s/78
Cykelkärra s/78 var ett vikbart svenskt militärcykelsläp, en Husqvarna s/78 från 1945, som användes tillsammans med modellerna m/42, m/104A och m/105A för att transportera sårade på en fastspänd bår. Släpet kunde även användas för att lasta materiel. De tillverkades av Husqvarna i så pass stora upplagor att släpen räckte från 1940-talet ända in i 1970-talet, då de såldes som militäröverskott.

## Civil användning
Under 1970-talet började staten sälja sina lager av m/42, m/104 och m/105 som militäröverskott. De blev populära som billiga och pålitliga transportmedel, speciellt bland studenter.

## Galleri

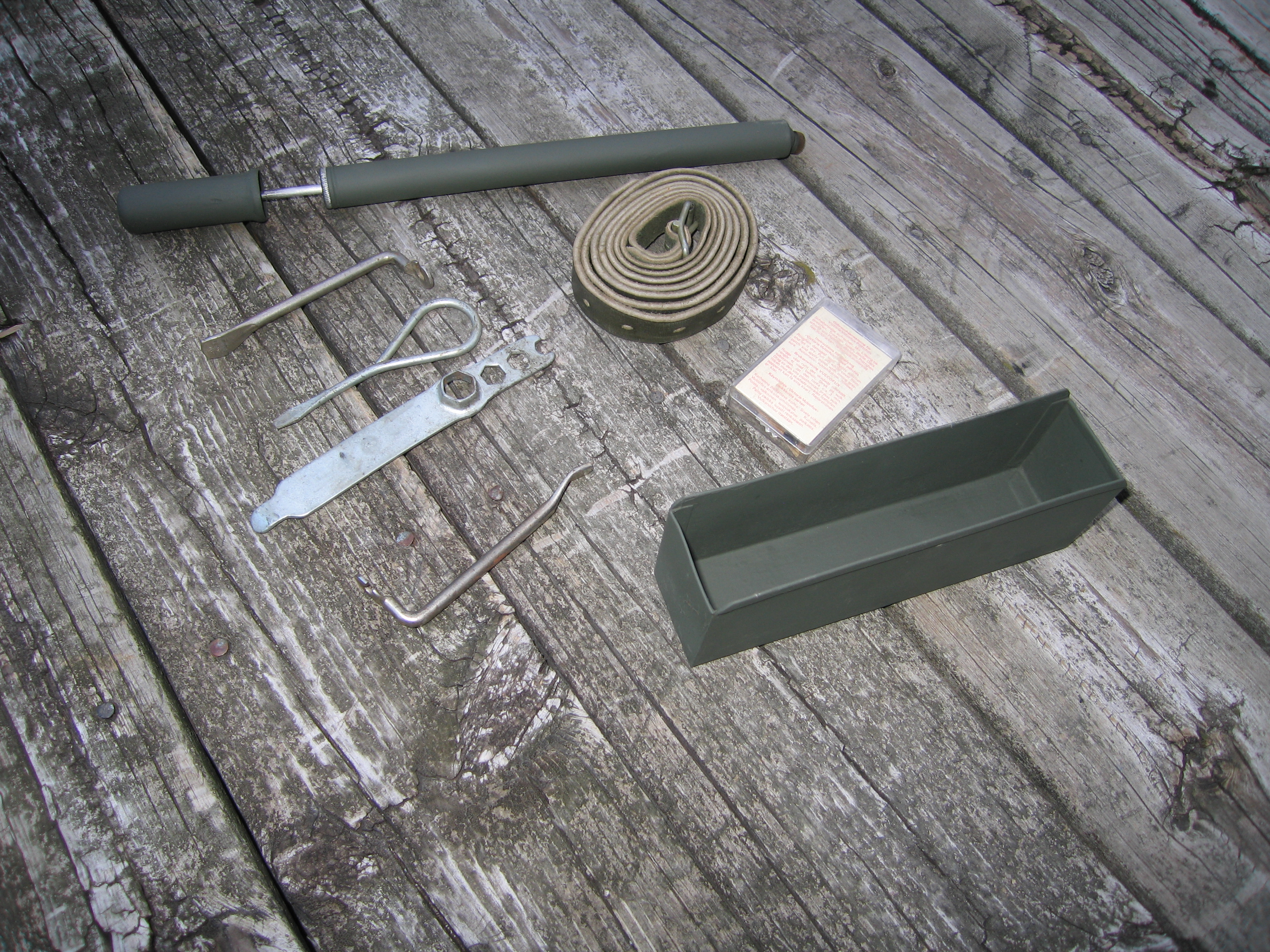
Verktyg och tillbehör till m/42
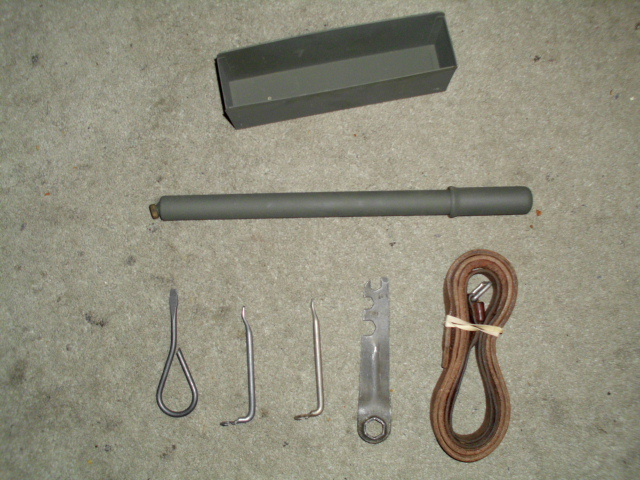
Verktyg och tillbehör till m/104A och m/105A

### Övriga referenser
- Stenqvist, Åke; van Helden, Ben (9 april 2004). ”Hermes m/42” (på Holländska, Engelska). Arkiverad från originalet den 21 november 2004. https://web.archive.org/web/20041121095909/http://www.benvanhelden.nl/Condorclub/Fiets/Sweden/hermes/Hermes.html. Läst 26 juli 2006.
- Cykelhistoriska föreningen (April 2001). ”Militärcyklar” (på Svenska). Velocipeden 17 (5):  sid. 6–13.
- Stenqvist, Åke. ”A small history of Bicycles in SWEDEN”. Arkiverad från originalet den 25 mars 2005. https://web.archive.org/web/20050325153415/http://www.benvanhelden.nl/Condorclub/Fiets/Sweden/History+Army+Bikes+Zweden.html. Läst 26 juli 2006.